# Alessandro Di Somma
Alessandro Di Somma (Genova, 23 novembre 1988) è un ex pallanuotista italiano, di ruolo centrovasca. È fratello dei pallanuotisti Roman ed Edoardo Di Somma. Dal 2025 è direttore sportivo del Quinto.

## Statistiche

### Presenze e reti nei club
Statistiche aggiornate al 9 gennaio 2011.
| Stagione        | Squadra         | Campionato      | Campionato | Campionato | Coppe nazionali | Coppe nazionali | Coppe nazionali | Coppe continentali | Coppe continentali | Coppe continentali | Totale | Totale |
| Stagione        | Squadra         | Comp            | Pres       | Reti       | Comp            | Pres            | Reti            | Comp               | Pres               | Reti               | Pres   | Reti   |
| --------------- | --------------- | --------------- | ---------- | ---------- | --------------- | --------------- | --------------- | ------------------ | ------------------ | ------------------ | ------ | ------ |
| 2005-2006       | Bogliasco       | A1              | ?          | 0          | -               | -               | -               | -                  | -                  | -                  | ?      | 0      |
| 2006-2007       | Bogliasco       | A1              | ?          | 1          | -               | -               | -               | -                  | -                  | -                  | ?      | 1      |
| 2007-2008       | Bogliasco       | A1              | ?          | 1          | -               | -               | -               | -                  | -                  | -                  | ?      | 1      |
| 2008-2009       | Bogliasco       | A1              | ?          | 3          | -               | -               | -               | -                  | -                  | -                  | ?      | 3      |
| 2009-2010       | Bogliasco       | A1              | ?          | 13         | -               | -               | -               | -                  | -                  | -                  | ?      | 13     |
| 2010-2011       | Bogliasco       | A1              | 11         | 9          | -               | -               | -               | -                  | -                  | -                  | 11     | 9      |
| Totale carriera | Totale carriera | Totale carriera | ?          | 27         |                 | -               | -               |                    | -                  | -                  | ?      | 27     |